# Mike Friese
Mike Friese (* 14. November 1983) ist ein deutscher Footballspieler.

## Laufbahn
Friese (Position: Quarterback) entsprang der Jugendarbeit der Braunschweig Lions und war ab 2003 Kadermitglied der Herrenmannschaft. Er spielte vorerst bis 2006 für Braunschweig: 2003 und 2004 wurde er mit den Löwen jeweils deutscher Vizemeister, 2003 gehörte er zur Mannschaft, die den Eurobowl gewann. 2005 und 2006 errang Friese mit den Niedersachsen den deutschen Meistertitel. 2011 kehrte er zurück und wurde 2013 und 2014 zwei weitere Mal deutscher Meister. Friese, der beruflich als Apotheker tätig ist, zog sich nach der Saison 2014 zurück, im März 2018 gab es im Alter von 34 Jahren die zweite Rückkehr ins Braunschweiger Aufgebot. Er trug zum Gewinn des Eurobowls 2018 sowie der deutschen Meisterschaft 2019 bei.

### Nationalmannschaft
Mit der deutschen Nationalmannschaft gewann Friese 2005 die World Games. Im selben Jahr wurde er mit der Auswahl Zweiter der Europameisterschaft.